# 12 d'abril
El 12 d'abril és el cent dosè dia de l'any en el Calendari Gregorià i el cent tresè en els anys de traspàs. Queden 263 dies per finalitzar l'any.

## Esdeveniments
Països Catalans
- 1779 - Aranjuez (Comunitat de Madrid): França i Espanya, en el marc dels Pactes de Família, signen el Tractat d'Aranjuez de 1779 en què el segon intervé a la Guerra d'Independència dels Estats Units per ajudar a França i que els dos es comprometen que Espanya intenti recuperar el control de Menorca, Gibraltar i altres territoris anteriorment espanyols que estaven en mans britàniques.
- 1931 - Països Catalans: les forces republicanes i d'esquerres guanyen les eleccions municipals espanyoles de 1931 a les principals capitals.
- 2013: La Viquipèdia en català arriba als 400.000 articles.

Resta del món
- 467 - Procopi Antemi esdevé emperador romà d'Occident.[1]
- 1229 - Meaux, Regne de França: Signatura del Tractat de Meaux-París entre Lluís IX i Ramon VII de Tolosa, posant fi així a la Croada albigesa.[2]
- 1861 - Batalla de Fort Sumter en el si de la Guerra Civil dels Estats Units.
- 1919 - Weimar (Alemanya): Walter Gropius funda la Bauhaus, escola avantguardista que revolucionarà l’arquitectura i el disseny.[3]
- 1928 - Milà (Itàlia): el rei Víctor Manuel III sofreix un atemptat, del qual surt il·lès, en la inauguració de la fira de mostres.
- 1931 - Espanya: les forces republicanes i d'esquerres guanyen les eleccions municipals espanyoles de 1931 a les principals capitals: al cap de dos dies s'hi instaurarà la República.
- 1961 - La Unió Soviètica: Iuri Gagarin, a bord de la nau Vostok I, esdevé el primer home que surt a l'espai exterior de la Terra.
- 1962 - Madrid (Espanya): les Corts Espanyoles aproven la nacionalització del Banc d'Espanya.
- 1966 - Estats Units: es publica el nº52 de Fantastic Four de Marvel Comics, on es produeix la primera aparició de Black Panther, creat per Stan Lee i Jack Kirby.
- 1981 - els Estats Units: es llança el transbordador espacial Columbia amb dos tripulants, culminant amb èxit el seu primer vol espacial.
- 1985 - Madrid (Espanya): un atemptat al restaurant El Descanso, atribuït a Gihad Islàmic, provoca 18 morts i 82 ferits.
- 1994 - El Caire (Egipte): Israel i l'OAP hi conclouen l'acord sobre la policia palestina, que es desplegarà a Gaza i Jericó i comptarà amb 9.000 efectius.
- 2003 - Cuba: el règim castrista executa tres de les persones que el 2 d'abril havien segrestat una embarcació de passatgers a la badia de l'Havana, amb la intenció de fugir del país.

## Naixements
Països Catalans
- 1872 - Barcelona: Francesca Bonnemaison, pedagoga i promotora de l'educació femenina popular; creadora de la Biblioteca Popular de la Dona el 1909 (m. 1949).[4]
- 1933 - Barcelona: Montserrat Caballé, soprano catalana (m. 2018).[5]
- 1947 - Barcelona: Anna Maria Moix i Meseguer, escriptora catalana en castellà (m. 2014).[6]
- 1957 - Reus, Baix Camp: Isabel Olesti i Prats, escriptora i periodista catalana.[7]
- 1960 - 
  - Amposta: Lluïsa Lizarraga i Gisbert, mestra i política catalana, ha estat diputada al Congrés dels Diputats.[8]
  - Sant Feliu de Guíxols: Ester Xargay Melero, poeta, vídeo-artista i agitadora cultural (m. 2024).[9]
- 1964 - l'Hospitalet de Llobregat, Barcelonès: Meritxell Borràs i Solé, política catalana associada al Partit Demòcrata Europeu Català.[10]
- 1968 - Barcelona: Judit Pujadó i Puigdomènech, escriptora, historiadora i editora.
- 1977 - Barcelona: Gemma Mengual, nedadora de sincronitzada catalana, considerada entre les millors nedadores de tots els temps.[11]

Resta del món
- 1539 - Cuzco (Perú): Garcilaso de la Vega Inca, historiador i militar espanyol.
- 1716 - Torí, Ducat de Savoia: Felice Giardini violinista i compositor italià (m. 1796).[12]
- 1722 - Liorna, Gran Ducat de Toscana: Pietro Nardini, violinista i compositor italià (m. 1793).[12]
- 1824 - La Haia: Rosa de Vries-van Os, soprano holandesa (m. 1889).[13]
- 1866 - Potsdam: Princesa Victòria de Prússia
- 1871 - Itaca (Grècia): Ioannis Metaxàs, General i polític grec que el 4 d'agost de 1936 va establir una dictadura de caràcter feixista a Grècia (m. 1936).[14]
- 1884 -
  - Werneck, Baixa Francònia: Carl Pfister, compositor alemany.
  - Hannover, Alemanya: Otto Fritz Meyerhof, fisiòleg alemany, Premi Nobel de Medicina o Fisiologia de 1922 (m. 1951).[15]
- 1890 - Tarba, França: Hortense Bégué, escultora i il·lustradora francesa (m. 1957).[16]
- 1898 - Draguignan, França: Lily Pons, soprano de coloratura francesa, nacionalitzada estatunidenca (m. 1976).[17]
- 1903 - La Haia, Països Baixos: Jan Tinbergen, economista neerlandès, Premi Nobel d'Economia de l'any 1969 (m. 1994).[18]
- 1911 - A Cañiza: Rita Fernández Queimadelos, arquitecta espanyola, la segona a obtenir el títol en aquest país (m. 2008).[19]
- 1914 - Baden-Württemberg, Alemanya: Gretel Bergmann, atleta jueva alemanya, vetada pels nazis en els JJOO de 1936 (m. 2017).[20]
- 1925 - Bronx: Evelyn Berezin, enginyera informàtica americana coneguda per dissenyar un dels primers processadors de text (m. 2018).[21]
- 1940 - Chicago, Estats Units: Herbie Hancock, pianista de jazz, compositor i actor.[22]
- 1941 - Barking, Anglaterra: Bobby Moore, futbolista anglès (m. 1993).[23]
- 1947 -
  - Baltimore, Maryland, Estats Units: Tom Clancy, escriptor (m. 2013).
  - Indianapolis, Estats Units: David Letterman, humorista i presentador de televisió.[24]
- 1954 - Bến Tre, Vietnam: Nguyễn Thị Kim Ngân, líder comunista vietnamita.
- 1956 - 
  - L'Havana, Cuba: Andy García, actor de cinema cubà-estatunidenc.
  - Rio de Janeiro, Brasil: Walter Salles, director de cinema brasiler.
- 1961 - Melbourne: Lisa Gerrard, contralt i compositora australiana.[25]
- 1962 - Madrid, Espanya: Carlos Sainz, pilot automobilista espanyol.
- 1963 - Ciutat de Mèxic: Lydia Cacho, periodista i escriptora, coneguda pel seu activisme com a defensora dels drets humans.
- 1971 - 
  - Memphis, Estats Units: Shannen Doherty, actriu i directora de cinema estatunidenca.
  - Ciutat de Luxemburg: Myriam Muller, actriu de cinema i teatre luxemburguesa.[26]
- 1972 - Yalova: Şebnem Ferah, cantautora de música rock turca.
- 1974 - São Paulo, Brasil: Sylvio Mendes Campos Junior "Sylvinho", futbolista brasiler.
- 1981 - Madrid: Leticia Tarruell, científica de l'ICFO, especialitzada en física quàntica.[27]

## Necrològiques
Països Catalans
- 1926 - Santa Cruz de Tenerife: Clotilde Cerdà i Bosch, arpista, compositora, activista per millorar les condicions de les dones (n. 1861).[28]
- 1949 - Perpinyà, Rosselló: François Bassères, metge militar català.
- 1964 - Barcelona, Barcelonès: Agustí Calvet i Pascual, àlies "Gaziel", escriptor i periodista català (n. 1887).[29]
- 2024 - Barcelonaː Santiago Dexeus i Trias de Bes, ginecòleg català (n. 1935).[30]

Resta del món
- 65 - Roma, Imperi Romà: Sèneca, escriptor, polític i filòsof.[31]
- 1555 - Tordesillas, Regne de Castella: Joana I de Castella, aristòcrata castellana, reina de Castella i Aragó (n. 1479).[32]
- 1684 - Cremona: Nicolò Amati, constructor de violins italià (n. 1596).[33]
- 1866 - Kamixin, Imperi Rus: Mikael Nalbandian, escriptor armeni.
- 1912 - Glen Echo (Maryland): Clara Barton, infermera pionera, fundadora de la Creu Roja americana (n. 1821).[34]
- 1920 - Los Andes, Xile: Teresa de Jesús de Los Andes, carmelita xilena.[35]
- 1945 -
  - Warm Springs (Geòrgia), Estats Units: Franklin Delano Roosevelt, polític estatunidenc, president dels Estats Units (n. 1882).[14]
  - Maurice Besly, compositor i director d'orquestra anglès.
- 1963 - Varsòvia, Polònia: Kazimierz Ajdukiewicz, filòsof polonès de l'escola de Lviv-Varsòvia (n. 1890).[36]
- 1967 - Madrid, Espanya: Marina Torres i Buxadé, actriu de cinema mut i de doblatge catalana.
- 1971 - Vladivostok (Rússia): Ígor Tamm, físic sovietic, Premi Nobel de Física de l'any 1958 (n. 1895).[37]
- 1975 - París: Joséphine Baker, cantant, ballarina i vedet de revista francesa (n. 1906).[38]
- 1978 - Gràbels (França): Joseph Delteil, escriptor i poeta francès (n. 1894)[39]
- 1981 - Las Vegas, Estats Units: Joe Louis, boxador estatunidenc, campió del món.[40]
- 1986 - Perpinyà: Georgette Clerc, militant comunista i resistent nord-catalana (n. 1912).[41]
- 1988 - Botha's Hill, Sud-àfrica: Alan Paton, escriptor, pedagog i polític anti-apartheid sud-africà (n. 1903).[42]
- 1997 - Cambridge, Massachusetts (EUA): George Wald, bioquímic estatunidenc, Premi Nobel de Medicina o Fisiologia de l'any 1967 (n. 1906).[43]
- 2004 - Espartinas, Espanya: Juanito Valderrama, cantaor espanyol.[44]
- 2008 - Bombai, Índia: Anuradha Ghandy, política i dirigent revolucionària comunista (n. 1954).
- 2009 – Santa Clarita, Califòrnia, EUA: Marilyn Chambers, actriu porno Estatunidenca (n. 1952).
- 2016 - Lima (Perú): Luis Rey de Castro, periodista peruà.

## Festes
- Santoral:
  - Sant Juli I, papa;
  - Sant Zenó de Verona (una confusió va donar origen als sants ficticis Zenó i Verona, màrtirs de Tarragona en 260);
  - Sant Saba el Got, màrtir;
  - Sant Damià de Pavia, bisbe;
  - Sant Alferi de Cava, abat;
  - Sant Víctor de Braga, màrtir;
  - Sant '''Angelo Carletti, franciscà; 
  - Santa Teresa de Jesús Fernández Solar, verge;
  - Sant Giuseppe Moscati, laic;
  - beat Llorenç Mendes, dominic.
  - Al luteranisme: Vaudès de Lió, reformador i fundador de l'Església Valdesa.